# Hipsters (film)

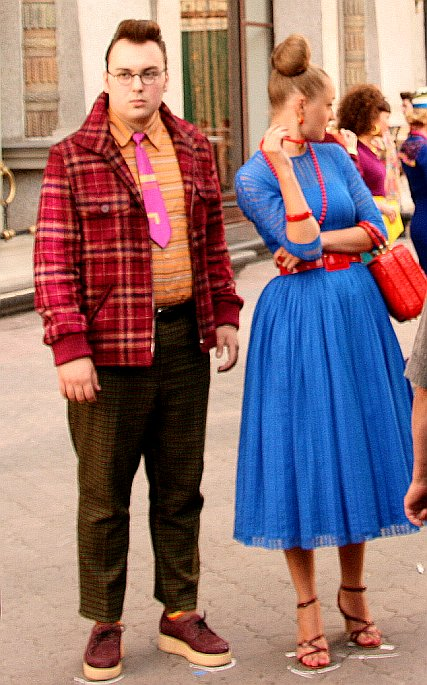
Igor Bijnarovskij och Jekaterina Vilkova vid inspelningen

Hipsters (ryska: Стиляги Stiljagi) är en rysk musikalfilm från 2008 i regi av Valerij Todorovskij, med Anton Sjagi och Oksana Akinsjina i huvudrollerna. Den utspelar sig i 1950-talets Moskva inom ungdomskulturen stiljagi, som var inspirerad av amerikansk populärkultur. Filmen fick de ryska prisen Nika i fyra kategorier och Guldörnen i tolv; den utnämndes till årets bästa film vid båda prisgalorna.

## Medverkande
- Anton Sjagin som Mels
- Oksana Akinsjina som Polza
- Evgenija Chirivskaja som Katja
- Maksim Matvejev som Fred
- Igor Bijnarovskij som Bob
- Jekaterina Vilkova som Betsi